# Първи кръстоносен поход
Първият кръстоносен поход (1096 – 1099) е първият от поредица военни експедиции, подкрепяни и понякога инициирани от Римокатолическата църква през Средновековието. Основна цел на похода е освобождаването на Светите земи от мюсюлманско господство. Първият призив за поход е отправен през 1095 г. когато византийският император Алексий Комнин се обръща към събора в Пиаченца с искане за военна помощ във войната му със селджукските турци. По-късно през същата година на събора в Клермон папа Урбан II откликва на искането и призовава за въоръжен поход на поклонници към Йерусалим. Призивът е посрещнат с ентусиазъм сред всички социални класи в Западна Европа. Първоначално се сформират тълпи от хиляди, предимно бедни християни, въодушевени от пламенните проповеди на Пиер Отшелника. Наречени по-късно Народен кръстоносен поход, те се придвижват през Германия и извършват редица кръвопролития и погроми срещу евреи. След това продължават пътя си към Константинопол и продължават в Мала Азия, където са разбити от селджуците на Кълъч Арслан I в битката при Херсек през октомври 1096 г.
Много по-организираният поход на бароните включва благородници от различни страни и техните свити и се отправя на път в края на лятото на 1096 г. Групите от различните кралства се придвижват по различни пътища и пристигат край Константинопол между ноември и април 1097 г. Предводители на контингентите са следните рицари: от Прованс Раймон IV, граф на Тулуза; от италианските нормани Боемунд от Таранто и неговият племенник Танкред; от Лотарингия и Германия братята Годфроа дьо Буйон и Балдуин. В армията участват и отряди от Северна Франция под ръководството на Робер Куртьоз, Етиен дьо Блоа и Юг дьо Вермандоа, както и от Фландрия начело с Роберт II Фландърски. Общият брой на участниците в похода, включително придружителите, наброява около 100 000 души. След постигане на споразумение относно по-нататъшните действия с Алексий, кръстоносците са прехвърлени в Мала Азия. Първата им среща с противника е обсадата на Никея, която е превзета през юни 1097 г. В по-нататъшния си път кръстоносците встъпват в директен бой при Дорилей и постигат първата си победа на 1 юли. При по-нататъшното си придвижване кръстоносците търпят големи лишения поради недостиг на храна и вода и са изложени на болести. След като преминават през Киликийските порти, Балдуин се отклонява с отряда си и поема самостоятелно през Киликия, като обсажда Едеса и я превзема. Така е основана първата кръстоносна държава. Основната група кръстоносци обсажда дълго време силно укрепената Антиохия и я превзема през юни 1098 г. Кръстоносците пристигат пред Йерусалим след още една година и го превземат на 7 юли 1099 г., извършвайки големи кръвопролития спрямо защитниците му. Месец след това се състои битката при Аскалон, в която противник вече е армията на Фатимидите, които са осъзнали опасността, но са отблъснати. Историците считат това сражение за последното действие на кръстоносната кампания и след него мнозинството кръстоносци поемат обратния път към дома.
В Леванта остават основаните четири кръстоносни държави: графство Едеса, княжество Антиохия, кралство Йерусалим и малко по-късно графство Триполи. Заселилите се там кръстоносци създават свое общество, до голяма степен повтарящо феодалното европейско общество и се задържат до превземането на Акра през 1291 г. след което губят всички територии. След това няма други съществени опити за освобождаване на Светите земи.

## Предистория

### Западна Европа в края на XI век
Към края на XI век Западна Европа вече е значителна сила, макар и не така напреднала като другите цивилизации, развили се около Средиземноморието. Съставена е от няколко монархии, изградени като феодални общества, в които се ширят непрекъснати военни конфликти за решаване на спорове относно територии, право на наследяване и васалитет. В същото време населението непрекъснато се увеличава, като нарастването започва в края на X век и продължава до към средата на XIII век. Икономиката също се развива: разчистват се горски масиви за земеделие, пътищата се подобряват, организират се пазари. Корабоплаването в Средиземно море, особено това на италианските градове-държави, започва да подрива доминацията на мюсюлманските кораби.
По отношение на религията от особено значение е цялостната реорганизация на църковната структура през XI век, свързана с движението за Григорианска реформа, която отрежда на папата по-активна роля в обществото. Например през 1095 г. папа Урбан II е в достатъчно силна позиция, за да свика два важни църковни събора въпреки съпротивата на император Хайнрих IV, който е противник на реформата.
Така към края на XI век в Западна Европа цари увереност и има достатъчно енергия, за да бъде предприета голяма военна кампания, което се илюстрира от успеха при завладяването на Англия през 1066 г. от норманите.
Прекият съсед на Западна Европа на югоизток е Византийската империя, чиито граници са обект на атаки от врагове като норманите на запад и селджуците на изток. В допълнение възниква Голямата схизма от 1054 г. между Византия и папата в Рим, която разделя окончателно християнската църква на православни в Източна Европа и католици в Западна Европа. При император Алексий I Комнин Византия изпада в още по-големи затруднения вследствие на поражението си от селджуците в битката при Манцикерт през 1071 г., след което територията ѝ е ограничена само до Западна Мала Азия и Константинопол.

### Ориентът в края на XI век
Византийско-селджукските войни започват в средата на века и към края му много византийски територии в Мала Азия, Сирия, Палестина и Египет се оказват под мюсюлманска власт.
Селджукските турци, приели исляма през XI век, започват своето завоевателно настъпление с енергията на новопокръстени. Още преди средата на века те успяват да образуват империята Велики Селджук, макар и номинално подчинена на халифата. Алп Арслан побеждава византийците при Манцикерт през 1071 година и присъединява към Велики Селджук по-голямата част от Мала Азия. След гражданска война, последвала смъртта на Малик Шах I през 1092 година, селджукската империя се разпада на независими емирства, враждебни едно към друго. В Румския султанат управлява Кълъч Арслан I, а в Сирия брат му Тутуш I, който умира през 1095 година. Синовете на Тутуш Ридван и Дукак наследяват съответно емирствата Алепо и Дамаск, като още повече разпокъсват страната. В Мосул управлява Карбука. Като цяло тези емирства са по-заинтересовани от консолидирането на своята територия и подчиняването на съседа, отколкото от обединение срещу кръстоносците.
В останалата част от селджукските територии управляват Ортокидите в Североизточна Сирия и Северна Месопотамия. Те контролират Йерусалим до 1098 година. В Източна Мала Азия и северна Сирия е държавата на Данишмендите. Сектата на асасините също е влиятелна в Сирия.
Египет и голяма част от Палестина са под контрола на шиитите Фатимиди, чиято империя е значително намалена след настъплението на селджуците. Фатимидите, по това време начело с халифа ал-Мустали (въпреки че реалната власт е в ръцете на везира ал-Афдал Шаханшах), губят Йерусалим от селджуците през 1076 г., но си го връщат през 1098 г., докато кръстоносците са още на път. Първоначално те не смятат кръстоносците за заплаха, приемайки, че са изпратени от византийците да си възвърнат Сирия, оставяйки Палестина в техни ръце. Те не изпращат армия срещу тях, докато кръстоносците не обсаждат Йерусалим.

### Религиозна война
Идеята за християнска война срещу мюсюлманите не е чужда на европейските народи. Светите земи и Йерусалим са център на християнския свят, гигантска реликва. Те са обект на поклонничество от страна на мнозина благочестиви европейци, което се засилва през XI век. Мюсюлманските власти често налагат ограничения, събират значителни такси, отнасят се зле с поклонниците, а понякога извършват и жестокости.
По същото време испанците продължават Реконкистата; особено важна победа, извоювана от техните сили е превземането на Толедо (1085) от войските на Леонското кралство. Разпадането на единния Кордовски халифат на отделни емирати, силно спомогнало за победоносния ход на Реконкистата; друг важен фактор била високата защитна способност, която испанците успели да постигнат във вече отвоюваните земи, както и убеждението им, че могат свободно да разрушават и грабят в земите на друговерците – мюсюлмани и юдеи, които от своя страна в загрижеността си за опазването на постигнатите културни ценности и на населението, разпръсквали своите сили и невинаги постигали добра защита, срещу войнствените испанци.
Друг пример за успешна борба на християни срещу мюсюлмани е тази на норманите в италианските територии срещу настанилите се там мюсюлмани. В това отношение особено се проявил Робер Гискар през 1057 г. с победата си в Калабрия и Сицилия. Морските сили Пиза, Генуа и Каталуня са активни участници в борбата срещу исляма на Балеарските острови и Сардиния и отблъскват мюсюлманските нападения срещу бреговете на Италия и Каталония.
След битката при Манцикерт византийският император моли за помощ папа Григорий VII, но ангажиран с така наречената борба за инвеститура, папата така и не му оказал помощ до смъртта си. Все пак през 1074 година папа Григорий VII призовава milites Christi („воините на Христа“) да се притекат на помощ на Византийската империя. Този призив, макар и без особени последици, както и усиленото поклонничество в Светите земи през XI век, фокусират вниманието върху Ориента. Въпреки съмненията си за доктриналната обоснованост на една религиозна война и проливането на кръв в името на Бога, папа Григорий VII подкрепя идеята за поход, имайки предвид изгодата от пренасянето на военни действия от християнска и католическа на мюсюлманска и православна територия.
Наследникът му папа Урбан II преценил, че оказването на помощ ще му помогне да обедини християнският свят, ще консолидира църквата и ще засили влиянието на папската институция, вероятно дори дотам, че източноправославният патриарх ще се постави под неговото върховенство. Той пръв представя пред широката публика идеята за кръстоносен поход към Светите земи с известните думи „Господ го иска!“.

## Съборът в Клермон
През март 1095 година Алексий Комнин изпраща пратеници на събора в Пиаченца, за да поиска от папа Урбан помощ срещу селджуците. Искането на императора среща положителен отговор от Урбан. Той се надява, помагайки на източните църкви във време на нужда, да заличи Великата схизма от 1054 година и отново да обедини Църквата под ръководството на папата като „главен епископ и прелат на целия свят“, както сам се нарича.
На събора в Клермон през ноември 1095 година, Урбан държи вдъхновена проповед пред голям брой френски благородници и духовници. Той призовава публиката да отнеме Йерусалим от ръцете на мюсюлманите. Той казва, че Франция е пренаселена, а земите на Ханаан преливат от мляко и мед. Той говори и за проблемите с насилието на благородниците и решението им с обръщането на мечовете в служба на Бога: „нека разбойниците станат рицари“. Той говори за награди, както на земята, така и на небето, където се предлага опрощаване на греховете за всеки, който би загинал в начинанието. Тълпата е доведена до френетичен ентусиазъм сред викове „Deus le volt!“ („Господ го иска!“).
Проповедта на Урбан е сред най-важните речи в европейската история. Записани са различни варианти на речта, но всички те са от времето след превземането на Йерусалим. Трудно е да се прецени какво е казано всъщност и какво е измислено след успеха на похода. Все пак е ясно, че реакцията на речта е много по-силна от очакваното. През останалата част от 1095 и през 1096 година Урбан нарежда на епископи и легати да проповядват похода навсякъде из Франция, Германия и Италия. Той се опитва да забрани на определени хора, като жени, монаси и болни, да се включват в похода, но това се оказва почти невъзможно.

## Предшестващи движения
Урбан планира началото на кръстоносния поход за 15 август 1096 година, но месеци преди това няколко спонтанно организирани „армии“ от селяни и бедни рицари тръгват към Йерусалим. Те са водени от харизматичния оратор, монаха Пиер Отшелника от Амиен. Реакцията надхвърля всички очаквания. Ако Урбан е очаквал няколко хиляди рицари, той предизвиква миграция на близо 100 000 предимно неопитни бойци, включително жени и деца.
В крайна сметка повечето, отзовали се на призива, не са рицари, а селяни, които са бедни и притежават ограничени бойни умения. Те тръгват на кръстоносен поход преди рицарите-благородници да успеят да се организират. Едно разклонение е т.нар. германски кръстоносен поход, всъщност превърнал се в погроми срещу еврейски общности. От началото на лятото на 1096 година германска неорганизирана армия от около 10 000 души, водени от известни духовници, се придвижва на север по долината на Рейн и извършва систематични изстъпления. На евреите е даден избор да преминат към християнството или да бъдат избити. Мнозина не се отричат от религията си и новините за масови убийства сред еврейските общности довеждат до ужасяващи масови самоубийства. Хиляди евреи са избити, въпреки опитите на местните църковни и светски власти да ги защитят. Кланетата са оправдавани с твърдението, че речта на Урбан в Клермон обещава награда от Господ за убийството на нехристияни от всякакъв вид, не само мюсюлмани. Въпреки че папството не одобрява избиването на мюсюлмани и евреи при този и при следващите кръстоносни походи, при всяка кръстоносна кампания има многобройни нападения срещу евреите.
Пътят на участниците в Народния кръстоносен поход е труден. По пътя си надолу по река Дунав последователите на Пиер ограбват земите на Унгария и са подложени на нападения от унгарци, българи и дори от една византийска армия близо до Ниш. Около една четвърт от последователите на Пиер са убити преди да пристигнат през август в Константинопол. Там към тях се присъединяват други армии от Франция и Италия. Византийският император Алексий не знае какво да прави с такава особена армия и бързо ги прехвърля през Босфора.
След като преминават в Мала Азия, между кръстоносците възникват спорове и армията се разделя на два отделни лагера. След като ограбват околностите на Никея, повечето участници в Народния кръстоносен поход са избити от турците на Кълъч Арслан I в битката при Херсек. Пиер, който по това време се намира в Константинопол, оцелява и по-късно се присъединява към главните кръстоносни сили. Друга армия от Бохемия и Саксония се разпада без да успее да премине Унгария.

## Кръстоносен поход на бароните
Първият кръстоносен поход не приключва с катастрофата на Народния поход. Походът на бароните, понякога наричан Поход на принцовете, започва по-късно през 1096 г. и е организиран и воден от различни благородници от различни части на Европа. Тримата най-важни сред тях са папският легат Адемар дьо Льо Пюи, Реймон дьо Сен Жил (Раймонд от Тулуза), представляващ рицарите от Прованс и Боемунд от Таранто, водещ норманите от Южна Италия, заедно с племенника си Танкред Галилейски. Други части са лотарингците, водени от братята Годфроа дьо Буйон, Йосташ и Балдуин дьо Булон; фламандците, начело с граф Робер Фландърски; французите, начело с Робер Куртьоз (по-голям брат на английския крал Уилям II), Етиен дьо Блоа и Юг дьо Вермандоа (по-малък брат на френския крал Филип I, на когото е забранено да участва в похода, тъй като е отлъчен от църквата).

### Придвижване към Константинопол
Различните контингенти пътуват по различни пътища през Югоизточна Европа общо взето без затруднения. Това, че десетки хиляди мъже, рицари и техните свити, успяват да се придвижат по едни и същи пътища на доста кратък интервал, предполага голяма степен на организираност и от страна на пълководците и наличие на договорки с местните суверени относно снабдяването.
Първи пристига в Константинопол Юг дьо Вермандоа. Идвайки от Рим, отрядът му прекосява Адриатическо море през октомври 1096 г., но претърпява корабокрушение и понася значителни загуби. Византийският управител го подслонява и му помага да достигне столицата, където с него се отнасят почтително, но го наблюдават непрекъснато.
Годфроа дьо Буйон начело на множество брабантски, лотарингски и люксембургски рицари поема по пътя на Народния поход и не е приет особено дружелюбно от местните народи. Неговата армия обаче спазва строга дисциплина и е в състояние да се споразумее със суверените на прекосяваните страни. След като прекосява Дунава при Белград, той се споразумява с византийците относно снабдяването и към средата на декември достига Константинопол.
Боемон Тарентски също прекосява Адриатика, но има неприятности с византийците, тъй като превзема тяхна крепост, чийто гарнизон е съставен от еретици (вероятно павликяни). Отрядът му тръгва през Епир, Македония и Тракия и достига Константинопол към 10 април 1097 г.
Реймон дьо Сен-Жил оглавява огромната френска армия, съставена от рицари от лимузенския, лангедокския и провансалския региони. Те прекосяват Ломбардия и навлизат в днешна Хърватия, където преходът е труден. Местностите са гористи, няма истински пътища, а жителите са недружелюбни. Добират се на византийска територия и са посрещнати от Йоан Комнин, тогава управител на Дурацо, но по пътя към Константинопол възникват редица инциденти поради враждебността на местното население.
Най-лесен е преходът на отряда на Робер Нормандски и Етиен дьо Блоа, които минават през Рим и Бриндизи и следват виа Егнация до Константинопол, където пристигат в средата на май.

### Във Византия
Притокът на десетки хиляди воини надхвърля значително очакванията на византийския император. Макар за армията му да е обичайно да се наемат отряди от чужди войници, които се бият редом с корпуси с различна етническа принадлежност, тези кръстоносни контингенти приличат на армии от съответните страни, предвождат се от благородници и представляват военна опасност. Императорският двор се опасява от атака срещу Константинопол и Алексий предприема различни мерки за упражняване на контрол при придвижването на кръстоносците. Това е постоянното наблюдение, осигурявано по море от византийски кораби, а по суша от конници на византийската армия, набирани предимно сред печенези и кумани. С поетия ангажимент да осигурява помощ и провизии на кръстоносците той разполага и с лост за влияние, като ги заплаши да спре доставките. Тези мерки обаче водят до създаването на враждебна атмосфера между византийци и кръстоносци. Затова Алексий бърза да ускори заминаването към Мала Азия на пристигналите контингенти преди да са дошли следващите, въпреки че кръстоносните пълководци вероятно предпочитат да се съберат в Константинопол. След опита си с Народния поход той е разбираемо подозрителен, още повече, че сред кръстоносците е неговият стар враг Боемунд. Все пак Алексий се държи любезно с някои от тях, например с Юг дьо Вермандоа, и поради това на Запад се разпространява мълва, че Юг е византийски пленник и е бил принуден да положи васална клетва. Това съответства на заявеното от Алексий желание водачите да му се закълнат във вярност, като положат васална клетва и обещаят, че ще върнат на Византийската империя всички земи, които отнемат от турците. Под угрозата да останат без храна и провизии, кръстоносните водачи нямат избор и приемат клетвата, макар и след известни компромиси от двете страни и в момент, когато в града почти се е стигнало до въоръжени сблъсъци. Само Раймон дьо Сен-Жил отказва да положи васална клетва, но обещава да не предприема действия срещу императора.

### През Мала Азия
Алексий се съгласява да изпрати византийска армия, включваща голям брой турски наемници (туркопули), която да придружи кръстоносците през Мала Азия. Начело са двама негови генерали, Мануил Бутумит и Татикий.
Първата цел е Никея, византийски град, окупиран от селджуците през 1081 г. и станал столица на Иконийския султанат, тогава оглавяван от Кълъч Арслан I. Самият султан по това време провежда кампания извън града. Никея е подложена на продължителна обсада, която не е особено ефективна, тъй като първоначално кръстоносците не успяват да блокират снабдяването му с кораби по езеро Изник. Едва когато византийска флота допълва обсадата, жителите на Никея провеждат тайни преговори с Бутумит и му предават града, а той им предава императорски хрисовул с щедри условия за примирие. Когато кръстоносците се събуждат на сутринта на 19 юни 1097 година, византийските знамена са издигнати на градските стени. Кръстоносците са раздразнени, но Алексий им раздава щедри подаръци, Бутумит поема властта в Никея и изпълнява обещанието да върне на султана неговите роднини. Това засилва отчуждението между съюзниците.
Кръстоносците се договарят да продължат похода си към Йерусалим. Както пише един от тях, те вярват, че това ще отнеме пет седмици. Всъщност пътуването продължава две години.
В края на юни кръстоносците, придружавани от византийския контингент на Татикий, предприемат пресичането на Мала Азия. Почти веднага, на 1 юли, на влизане в долината при Дорилей (днес Ескишехир) Боемунд е обкръжен от огромна армия на Кълъч Арслан и Данишмендите. В последвалата битка тактиката на турските конни стрелци не постига голям успех срещу бронираните рицари, които устояват. Предупредени от вестоносци, пристигат рицарите на Годфроа дьо Буйон и принуждават турците да отстъпят, изоставяйки лагера си. Кълъч Арслан се оттегля във вътрешността на Мала Азия и кръстоносците могат да продължат пътя си.
Средата на лятото е и кръстоносците разполагат с много малко храна и вода. Мнозина воини, както и много коне умират, а без кон рицарят става обикновен пехотинец. Както по-рано в Европа, така и тук, за да снабдят с припаси кръстоносците често ограбват и опожаряват селища, дори християнски. Отделните водачи на похода продължават да си оспорват ръководството, макар че никой не е достатъчно силен, за да надделее. Все пак Реймон и папският легат Адемар са общопризнати като водачи.
След като преминават през Киликийските порти, Балдуин Булонски се отклонява на изток и поема самостоятелно през Киликия към река Ефрат. През февруари 1098 година той пристига в Едеса, където местният арменски владетел Торос Едески го посреща като освободител и приема воините му като подсилване на гарнизона срещу турците. Балдуин настоява да бъде осиновен и няколко дни след като това става, Торос и жена му са убити, вероятно от подстрекавана от Балдуин тълпа. Балдуин се обявява за владетел на графство Едеса, първата държава на кръстоносците в Близкия изток.

### Обсада на Антиохия
През октомври 1097 г. кръстоносната армия стига до Антиохия, приблизително по средата на пътя от Константинопол до Йерусалим. Те обсаждат града в продължение на осем месеца, въпреки че по численост петкратно превъзхождат защитниците. Стените на града са дълги дванадесет километра и те никога не успяват напълно да го обградят. В хода на обсадата става ясно, че Боемунд иска града за себе си.
През май 1098 г. Карбука, атабегът на Мосул, приближава Антиохия с голяма армия, за да прекрати обсадата. В този момент Боемунд подкупва един от пазачите на стените и на 2 юни 1098 година кръстоносците влизат в града, избивайки повечето му жители. Няколко дни по-късно пристига Карбука и обсажда доскорошните обсадители. Положението на кръстоносците е тежко, но един поклонник – Пиер Бертелеми от Прованс обявява, че е имал видение за откриването на Светото копие в града, което предвещава победа на християните. На 28 юни кръстоносците излизат извън града и разгромяват мюсюлманската армия, разстроена от враждата между Карбука и Дукак, емира на Дамаск.
След победата Боемунд обявява, че Алексий е дезертирал от похода и това обезсилва всички клетви пред него. Той обявява претенциите си към Антиохия, но не всички са съгласни и походът прекъсва до края на годината, докато благородниците спорят помежду си. В историографията обикновено се приема, че франките от Северна Франция, провансалците от Южна Франция и норманите от Южна Италия се смятат за отделни „нации“ и всяка от тях иска да подсили позициите си. Освен това в споровете са замесени и личните амбиции на водачите им. Междувременно започва епидемия и мнозина умират, включително легата Адемар дьо ла Пюи. Конете са още по-малко отпреди, а селяните-мюсюлмани отказват да снабдяват кръстоносците с храна. Дребните рицари и войниците стават неспокойни и заплашват да продължат към Йерусалим без своите свадливи водачи. В крайна сметка в началото на 1099 година походът е подновен, като Боемунд остава в града като първи принц на Антиохия.

### Обсада на Йерусалим
Продължавайки на юг по брега на Средиземно море, кръстоносците не срещат сериозна съпротива, тъй като местните владетели предпочитат да сключват мир с тях и да ги снабдяват със стоки, вместо да се бият. На 7 май кръстоносците достигат Йерусалим, който едва година преди това египетските Фатимиди отнемат от селджуците.
Както и при Антиохия, кръстоносците подлагат града на продължителна обсада, при която самите те претърпяват големи загуби, поради липсата на храна и вода около Йерусалим. По оценки от 7000 рицари, включили се в Кръстоносния поход на принцовете, оцеляват едва 1500. Те са изправени пред задача, изглеждаща невъзможна, но духът им е повдигнат, когато един монах обявява, че е получил божествено видение. Той ги убеждава да направят боси процесия около стените на града, след което той ще падне за девет дни, както в библейската история за Исус Навиев и обсадата на Йерихон. На 8 юли 1099 година кръстоносците провеждат процесията. Междувременно са построени обсадни съоръжения и седем дни по-късно, на 15 юли те успяват да приключат обсадата, подкопавайки стените и влизайки в града.
През последвалия следобед, вечер и на другата сутрин, кръстоносците избиват почти всички жители на Йерусалим. Мюсюлмани, евреи и православни са изклани без разлика. Въпреки че много мюсюлмани търсят защита в Соломоновия храм, на чието място днес се намира джамията Ал Акса, кръстоносците оставят живи малцина. Според анонимната хроника Gesta Francorum, смятана от някои за преувеличеното описание на клането, „...касапницата беше толкова голяма, че нашите хора газеха в кръв до глезените...“ . Танкред Галилейски предявява претенции към квартала на Храма и предлага защита на някои мюсюлмани, намиращи се там, но не успява да ги спаси от хората си. Според хроникьора Фулхерий от Шартър: „И наистина, ако бяхте там, щяхте да видите краката ни оцветени до глезените от кръвта на убитите. Но какво повече мога да предам? Никой от тях не беше оставен жив. Нито жени, нито деца бяха пощадени.“
В дните след клането Годфроа дьо Буйон е обявен за Advocatus Sancti Sepulchri (Защитник на Гроба Господен), след като отказва да бъде обявен за крал в града, където е умрял Христос. В последния етап от похода той води армия, която отблъсква войските на Фатимидите в битката при Аскалон. Годфроа умира през юли 1100 година след заболяване и е наследен от брат си Балдуин дьо Булон, който приема титлата крал на Йерусалим.

## Закъснелият кръстоносен поход от 1101 г.
След превземането на Йерусалим и Църквата на Гроба Господен клетвата на кръстоносците е изпълнена. Въпреки това мнозина се връщат преди да стигнат Йерусалим, а много кръстоносци изобщо не напускат Европа. Когато успехът на похода става известен, тези хора са обиждани и осмивани от своите семейства и заплашвани с отлъчване от духовниците. Много кръстоносци, които пребивават в Ориента, също започват да се завръщат у дома след превземането на Йерусалим. Според Фулхерий от Шартр през 1100 година в новосъздаденото кралство остават едва няколкостотин рицари.
Затова през 1101 година е организиран нов поход, наречен закъснял, включващ Етиен дьо Блоа и Юг дьо Вермандоа, които се завръщат в Европа преди превземането на Йерусалим. Този поход е почти унищожен от селджуците в Мала Азия, но след пристигането си в Палестина оцелелите подсилват кралството. През следващите години помощ оказват и италианските търговци, които се установяват в сирийските пристанища, както и религиозните и военни ордени на тамплиерите и хоспиталиерите, създадени при управлението на Балдуин I.

## Последици
Успехът на Първия кръстоносен поход е безпрецедентен. Италианските морски градове, най-вече Венеция и Генуа, процъфтяват от разрастващата се търговия. Папството разглежда кръстоносните походи като средство да наложи католицизма като обединяваща сила, превръщайки войната в религиозна мисия.
Първият кръстоносен поход довежда до създаването на Държавите на кръстоносците в Палестина и Сирия: Графство Едеса, Княжество Антиохия, Кралство Йерусалим и Графство Триполи.
В Западна Европа оцелелите в похода са смятани за герои. Роберт Фландърски е наричан Герой на решенията, благодарение на подвизите си. Животът на Годфроа дьо Буйон се превръща в легенда броени години след смъртта му. В някои случаи политическата ситуация е силно повлияна от отсъствието на кръстоносците. Например, докато Робърт II отсъства, Нормандия преминава под контрола на брат му, Хенри I, и конфликтът между тях довежда до битката при Теншбре през 1106 година.
Междувременно създаването на държавите на кръстоносците отслабва натиска на селджуците върху Византийската империя, която възвръща част от териториите си в Анатолия с помощта на кръстоносците и преживява период на относителен мир през 12 век.
Ефектът върху мюсюлманските династии в Близкия изток е още по-значителен. Неустойчивостта на политическата ситуация първоначално пречи на защитата им срещу агресивните латински държави. Сътрудничеството между тях остава трудно десетилетия наред, но от Египет до Сирия и Багдад не спират призивите за прогонване на нашествениците, завършили с относителното обединяване на мюсюлманите и възвръщането на Йерусалим при Саладин около век по-късно.